# Benedetta Rosmunda Pisaroni
Pour les articles homonymes, voir Pisaroni.
Benedetta Rosmunda Pisaroni (née à Plaisance le 16 mai 1793 et morte le 6 août 1872 dans la même ville) est une cantatrice italienne qui s'est produite entre 1811 et 1831.

## Biographie
Fille de Giambattista Pisaroni et de Luigia Prati, elle s'éveille tôt au chant avec des maîtres locaux de Plaisance (Vincenzo Colla Pini, élève de Giuseppe Nicolini et Giacomo Carcano, organiste de la cathédrale). Son père la pousse vers des chanteurs plus en vue, à Milan, auprès de castrats tels Moschini, Luigi Marchesi, Gasparo Pacchiarotti et Giovanni Battista Velluti,. Elle crée avec ce dernier le Carlo Magno de Nicolini, ce qui lui vaut l'amitié du compositeur, et la rencontre de son mari Venanzio Maloberti, qu'elle épouse contre l'avis de son père.
Elle tient d'abord des rôles de prima donna soprano, ce qui la mène à Gênes, où Gioacchino Rossini, l'entendant dans un rôle de soprano de son Tancredi, lui conseille de se consacrer plutôt aux rôles de contralto. Elle commence avec Ciro in Babilonia à Padoue en juin 1814, ce qui lui vaut une réputation de contralto rossinienne, pour des rôles en travesti : elle jouera souvent Aureliano in Palmira composé sur mesure par son maître Velluti et Tancredi, en rôle masculin désormais. Son mari meurt en mars 1815, et elle tient le deuil jusqu'au carnaval suivant, au début de 1816. Elle doit de nouveau s'arrêter à cause d'une variole contractée alors, ce qui modifie la tessiture de sa voix, et lui déforme le visage. Elle n'a plus que sa voix, et charme son public malgré une apparence peu flatteuse. Elle se remarie en octobre 1817 avec Giuseppe Santi Carrara, instrumentiste de La Fenice, où elle-même ne chantera jamais.
Elle continue sa carrière dans les opéras de Gioachino Rossini et de Giacomo Meyerbeer. Curieusement, Rossini commence par lui donner des rôles de seconda donna, comme dans Ricciardo e Zoraide (3 décembre 1818), ou Ermione (27 mars 1819), ou encore dans la Gazza ladra (15 juillet 1819). C'est seulement pour La donna del lago (24 octobre 1819) qu'il lui confie le rôle masculin de Malcolm, où Rossini lui arrange deux arie pour sa tessiture ; mais en tout cela, il la maintenait dans des seconds rôles.
C'est alors qu'elle renoue avec des rôles de protagoniste sur les scènes du centre et du nord de l'Italie, en particulier à La Scala de Milan, dans la première de l’Esule di Granata de Meyerbeer. Elle refuse des invitations à Munich ou à Saint-Pétersbourg, mais accepte un engagement auprès du Théâtre italien de Paris, ce qui lui vaut une célébrité internationale,,. Elle s'y produit en Arsace dans Semiramide de Rossini, le 26 mai 1827, ce qui fait beaucoup parler les critiques,, qui louent son jeu noble, grandiose et pompeux, ainsi que ses effets de scène, ou remarquent comment elle gère certains sons plus bruts dans les graves. Après Paris, elle fait un séjour à Londres, au King’s Theatre, au début de 1829, pour chanter du Rossini, parfois aux côtés de Maria Malibran. Rentrée en Italie pour l'été 1830, elle acquiert le palais Rota à Plaisance pour y résider, et s'adonner encore aux scènes de la région, jusqu'à son adieu à la scène le 2 février 1833, pour un dernier triomphe dans le début du Trionfo di Manlio de Nicolini, au Teatro Comunitativo de Plaisance.
Elle prend donc sa retraite à moins de quarante ans dans sa ville natale, Plaisance, avec son mari et sans enfants. En juin 1842, elle perd don mari d'une banale chute de carrosse ; elle donne encore quelques concerts privés (le dernier en 1867, où elle interprète la cavatine de La donna del lago). Elle soutient la cause patriotique en mai 1848, s'engage dans les œuvres de bienfaisance et s'entretient de spiritualité avec des membres du clergé.
Elle meurt le 6 août 1872 dans sa villa à Colonese di Rivergaro, près de Plaisance. Un buste en marbre orne sa tombe au cimetière de sa ville natale.

## Interprétations

### Rôles créés

#### Soprano
- Rosminda dans Carlo Magno de Giuseppe Nicolini, en février 1813, au Teatro nuovo de Plaisance[10].
- Le rôle-titre dans Claudina in Torino de Carlo Coccia, le 20 décembre 1816, au Teatro San Moisè de Venise[11].
- Ivanowna dans La donna di Bessarabia de Giuseppe Farinelli, en janvier 1817 au Teatro San Moisè de Venise[12].
- Isabella dans L'avventuriere de Giuseppe Riccardi, pendant le carnaval 1817, au Teatro San Moisè de Venise[13].
- Romilda dans Romilda e Costanza de Meyerbeer, le 19 juillet 1817, au Teatro Nuovo de Padoue[14].
- Dejanira dans L'apoteosi d'Ercole de Mercadante, avec Isabella Colbran en Jole, le 19 août 1819, au Teatro San Carlo de Naples[15].

#### Contralto
- Zomira dans Ricciardo e Zoraide de Rossini, face à la soprano Isabella Colbran en Zoraide, le 3 décembre 1818, au San Carlo de Naples[16].
- Andromaca dans Ermione de Rossini, face à Isabella Colbran en Ermione, le 27 mars 1819, au San Carlo de Naples[17].
- Malcolm dans La donna del lago de Rossini, face à Isabella Colbran en Elena, le 24 septembre 1819, au Teatro San Carlo de Naples[4].
- Almanzor dans L'esule di Granata de Meyerbeer, face à la soprano Adelaide Tosi en Azema, le 12 mars 1822, à La Scala de Milan[5].
- Lauso dans Antigona e Lauso de Stefano Pavesi, face à Adelaide Tosi en Antigona le 26 janvier 1822, à La Scala de Milan[18].
- Argiro dans Gli amici di Siracusa de Saverio Mercadante, face à Luigia Boccabadati en Irene et Domenico Patriossi en Folco, le 7 février 1824, au Teatro Argentina de Rome[19].
- Zamoro dans Amazilda e Zamoro de Antonio D'Antoni (en), face à Giuditta Grisi en Amazilda, le 31 mars 1826, au Teatro della Pergola de Florence[20].

### Autres
- Le rôle-titre en contralto dans Tancredi de Rossini, face à Teresa Appiani en Amenaide, pendant le carnaval 1816, au Teatro Eretenio (it) de Vicence[21].
- Pirro dans Andromaca de Vincenzo Pucitta, face à Adelaide Tosi dans le rôle-titre, le 26 décembre 1821 et pendant le carnaval et le carême 1822 à La Scala[22].
- Malcolm Groeme dans La donna del lago de Rossini, face à Santina Ferlotti Sangiorgi en Elena, le 23 janvier 1823, au Teatro Argentina de Rome[23].

## Crédit d'auteurs
- (en) Cet article est partiellement ou en totalité issu de l’article de Wikipédia en anglais intitulé « Benedetta Rosmunda Pisaroni » (voir la liste des auteurs).